# Sal Maglie Stadium
 (octobre 2024).
Si vous disposez d'ouvrages ou d'articles de référence ou si vous connaissez des sites web de qualité traitant du thème abordé ici, merci de compléter l'article en donnant les références utiles à sa vérifiabilité et en les liant à la section « Notes et références ».
Le stade Sal Maglie, ou Sal Maglie Stadium en anglais, est un stade de baseball, d'une capacité de 4 000 places, situé dans l'enceinte du Hyde Park, à Niagara Falls, dans l'État de New York, aux États-Unis.
Il est le domicile des Purple Eagles du Niagara, club universitaire de l'Université de Niagara, des Catholic Patriots du Niagara, club lycéen de la Niagara Catholic High School (en), ainsi que du Power du Niagara évoluant en NYCBL.

## Histoire
Le stade est construit en 1939 et est à l'origine baptisé stade de Hyde Park (Hyde Park Stadium en anglais) ; il accueille alors des matches de football américain. Ce n'est qu'à partir des années 1950 qu'il commence à accueillir des parties de baseball. En 1983, le stade est baptisé du nom de Sal Maglie (en), lanceur des ligues majeures de baseball et natif de Niagara Falls.
Plusieurs clubs de baseball professionnels ont élu domicile au stade Sal Maglie. On compte parmi ceux-ci les Bisons de Buffalo de 1967 à 1968, les Pirates de Niagara Falls de 1970 à 1979 puis les Sox de 1982 à 1985, les Tigers en 1989 ainsi que les Rapids de 1989 à 1993.